# (616560) 2005 XN113
2005 XN113, também escrito como 2005 XN113, é um objeto transnetuniano que está localizado no Cinturão de Kuiper, uma região do Sistema Solar. Este corpo celeste é classificado como um cubewano. Ele possui uma magnitude absoluta de 5,9 e tem um diâmetro estimado com 175 km.

## Descoberta
2005 XN113 foi descoberto no dia 2 de dezembro de 2005 pelo astrônomo Marc W. Buie.

## Órbita
A órbita de 2005 XN113 tem uma excentricidade de 0,021 e possui um semieixo maior de 43,401 UA. O seu periélio leva o mesmo a uma distância de 42,502 UA em relação ao Sol e seu afélio a 44,299 UA.